# Liga Colombiana de Béisbol Profesional 1952
La temporada de la Liga Colombiana de Béisbol Profesional 1952 fue la 5° de la primera época de este campeonato disputada del 30 de abril de 1952 al 16 de agosto de 1952. Un total de 4 equipos participaron en la competición.

## Novedades
Hit de Barranquilla ingresó para reemplazar a Cerveza Águila de la misma ciudad.

## Equipos participantes
| Equipo                 | Fundación | Departamento | Ciudad       | Estadio                   | Capacidad |
| Torices de Cartagena   | 1948      | Bolívar      | Cartagena    | Estadio Once de Noviembre | 12 000    |
| Indios de Cartagena    | 1948      | Bolívar      | Cartagena    | Estadio Once de Noviembre | 12 000    |
| Hit de Barranquilla    | 1952      | Atlántico    | Barranquilla | Estadio Tomás Arrieta     | 8 000     |
| Filtta de Barranquilla | 1948      | Atlántico    | Barranquilla | Estadio Tomás Arrieta     | 8 000     |

## Temporada regular
Cada equipo disputó 43 a 42 juegos en total.
| Pos | Equipo                            | JG | JP | JJ | AVG.  | Dif  |
| --- | --------------------------------- | -- | -- | -- | ----- | ---- |
| 1.  | Indios de Cartagena               | 29 | 13 | 42 | 0.690 | ---  |
| 2.  | Hit de Barranquilla               | 26 | 17 | 43 | 0.604 | 3,5  |
| 3.  | Torices de Cartagena              | 20 | 22 | 42 | 0.476 | 9,0  |
| 4.  | Filtta de Barranquilla (Abandonó) | 10 | 19 | 29 | 0.384 | 12,5 |

| Colombia                                  |
| Campeón Indios de Cartagena Tercer título |

## Los mejores
| Stat                     | Jugador                                 | Total |
| ------------------------ | --------------------------------------- | ----- |
| Porcentaje de bateo (BA) | Pedro Pages (TOR)                       | .323  |
| Hits (H)                 | Julio Flores (IND)                      | 58    |
| Carrera impulsada (RBI)  | Chiflam Clark (FIL)                     | 28    |
| Carrera anotada (R)      | Héctor Benites (HIT)                    | 31    |
| Home run (HR)            | Dalmiro Finol (HIT) Chiflam Clark (FIL) | 5     |
| Robo de base (SB)        | Humberto Vargas (IND)                   | 12    |

| Stat                 | Jugador               | Total         |
| -------------------- | --------------------- | ------------- |
| Juegos ganados (GAN) | José Magallanes (IND) | 9W-1L (0.900) |
| Efectividad (ERA)    | José Magallanes (IND) | 1.05          |
| Ponches (SO)         | José Magallanes (IND) | 62            |